# بيلي كامبل (لاعب كرة قدم)
بيلي كامبل (بالإنجليزية: Billy Campbell)‏ (2 يوليو 1944 ببلفاست في المملكة المتحدة - ) هو مدرب كرة قدم ولاعب كرة قدم بريطاني في مركز جناح ‏. شارك مع منتخب أيرلندا الشمالية لكرة القدم. أما مع النوادي، فقد لعب مع نادي دندي ونادي سندرلاند ونادي لينفيلد ونادي ماذرويل وهاميلتون أكاديميكال وLossiemouth F.C. ‏.

## وصلات خارجية
- بيلي كامبل على موقع قاعدة بيانات كرة القدم.إي يو (الإنجليزية)